# Blastacervulus eucalypti
Blastacervulus eucalypti är en svampart som beskrevs av H.J. Swart 1988. Blastacervulus eucalypti ingår i släktet Blastacervulus, divisionen sporsäcksvampar och riket svampar.   Inga underarter finns listade i Catalogue of Life.